# Dicentroptilum clandestinum
Dicentroptilum clandestinum is een haft uit de familie Baetidae. De wetenschappelijke naam van de soort is voor het eerst geldig gepubliceerd in 2001 door Lugo-Ortiz & McCafferty.
De soort komt voor in het Afrotropisch gebied.